# Raoul Verlet

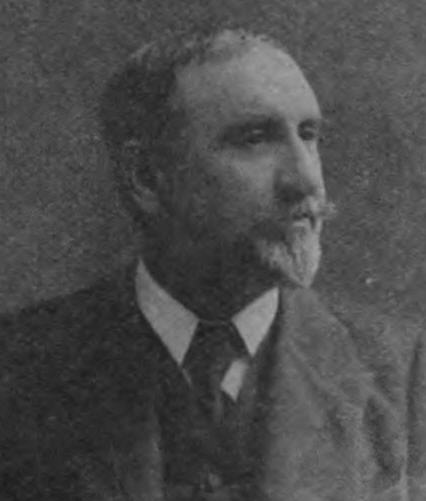
Raoul Verlet.

Charles Raoul Verlet, född den 7 september 1857 i Angoulême, död den 2 december 1923 i Cannes, var en fransk skulptör. 
Verlet, som studerade i Paris vid École des beaux-arts, utfört porträttbyster, gravmonument, statyer, Sadi Carnots monument (i samma stad) samt bland annat statyn Den sörjande Orfeus (1887, på Square Malesherbes i Paris), monument över Guy de Maupassant med Maupassants porträttbyst och som huvudfigur "La liseuse", en modern parisiska drömmande över en bok (1897, i Parc Monceau). Modellen till en monumental fontän för Bordeaux förskaffade konstnären salongens hedersmedalj 1900. Bland hans senare arbeten märks grupperna Jorden ("La terre") och Staden Neuilly (1906), La fille prodigue (1908), gruppen Ungdomen och kärleken (1913) och Rosen (flickstaty, 1914). En barnstaty kom till Kristiania nationalgalleri (inköpt 1894).